# 澤村藤十郎 (2代目)
二代目 澤村 藤十郎（さわむら とうじゅうろう、1943年〈昭和18年〉10月12日 - ）は、歌舞伎役者。本名は澤村 豪一（さわむら ごういち）。屋号は紀伊國屋。定紋は笹竜胆（ささりんどう）、替紋は波に千鳥。舞踊の名取名は藤間 勘之（ふじま かんじ）。歌舞伎名跡「澤村藤十郎」の当代。最終学歴は暁星高等学校中退。

## 人物
東京都出身。父は八代目澤村宗十郎、兄は九代目澤村宗十郎であり、いとこには六代目澤村田之助がいる。妻・千代枝は十七代目中村勘三郎の二女。新派女優の波乃久里子は義姉、十八代目中村勘三郎は義弟にあたる。
紀伊國屋の歌舞伎役者として、九代目宗十郎や六代目田之助とともに看板を背負う存在だったが、1998年に脳内出血を発症して右半身が麻痺し、のちにリハビリを行っている。
当たり役は『女形の歯』の田之助、『切られお富』のお富など。また、関西歌舞伎の復興にも努めた。
2024年、門下の澤村國矢を芸養子に迎え、同年12月の歌舞伎座『十二月大歌舞伎』にて藤十郎の前名・澤村精四郎を二代目として襲名させた。

## 略歴
- 1943年10月12日 - 八代目澤村宗十郎の次男として東京に生まれる。
- 1957年1月 - 歌舞伎座『仮名手本忠臣蔵』の一力娘お久で澤村 精四郎（さわむら きよしろう）を名乗り初舞台。
- 1958年 - 東映に移籍し、『神州天馬侠』『里見八犬傳』『十三人の刺客』などに出演。
- 1964年5月 - 歌舞伎座『父帰る』の新二郎などで松竹復帰。
- 1969年 - 第19回芸術選奨新人賞受賞[7]。
- 1976年9月 - 歌舞伎座『新版歌祭文（野崎村）』の久作娘お光、『碁太平記白石噺』の宮城野妹信夫などで二代目 澤村 藤十郎（さわむら とうじゅうろう）を襲名。
- 1978年 - 上方歌舞伎の低迷を打破すべく、「関西で歌舞伎を育てる会」（のちの「関西・歌舞伎を愛する会」）の結成に尽力する[8]。
- 1984年 - CBCテレビ『すばらしき仲間』収録のため、二代目中村吉右衛門、五代目中村勘九郎らとともに旧金毘羅大芝居を訪れ、この芝居小屋に魅せられる[9]。その熱意もあって、翌年から「四国こんぴら歌舞伎大芝居」が始まる。
- 1996年 - フジテレビの刑事ドラマ『古畑任三郎』に出演。この作品が現代劇初出演作となった。そこで演じた春峯堂のご主人役はファンからの評価も高い[10]。
- 1997年 - 「第一回藤十郎の会」開催。
- 1998年 - 脳内出血で倒れ右半身が麻痺。
- 2002年9月 - 第55回「名古屋をどり」で新作舞踊劇『鬼子母の解脱』の声を担当。
- 2008年5月 - 朗読公演「『平家物語』の夕べ」で10年ぶりに舞台復帰[11]。
- 2010年7月 - 大阪松竹座「関西・歌舞伎を愛する会 結成三十周年記念 七月大歌舞伎」夜の部『弥栄芝居賑 道頓堀芝居前』の構成を担当[12]。
- 2019年
  - 4月11日 - 第35回「四国こんぴら歌舞伎大芝居」記念トークショーに出演[13]。
  - 7月27日 - 大阪松竹座「関西・歌舞伎を愛する会 結成四十周年記念 七月大歌舞伎」夜の部の挨拶に出演[14]。
- 2023年9月 - 木挽堂書店『劇評』でコラム「茶話むらさ紀」を連載開始[15]。

## 出演作品

### 映画
- 神州天馬侠（1958年、東映） - 武田伊那丸 役
- 神州天馬侠 完結篇（1958年、東映） - 武田伊那丸 役
- 金獅子紋ゆくところ 黄金蜘蛛（1958年、東映） - 徳川家綱 役
- 金獅子紋ゆくところ 魔境の秘密（1958、東映） - 徳川家綱 役
- 忠臣蔵 櫻花の巻・菊花の巻（1959年、東映） - 矢頭右門七 役
- 幕末美少年録 会津の決死隊（1959年、東映） - 沢田信三 役
- 里見八犬傳（1959年、東映） - 犬坂毛野 役
- 里見八犬傳 妖怪の乱舞（1959年、東映） - 犬坂毛野 役
- 里見八犬傳 八剣士の凱歌（1959年、東映） - 犬坂毛野 役
- 恋山彦（1959年、東映） - 春太郎 役
- 長七郎旅日記 魔の影法師（1959年、東映） - 徳川家綱 役
- 長七郎旅日記 はやぶさ天狗（1959年、東映） - 徳川家綱 役
- 血槍無双（1959年、東映） - 大石主税 役
- 南国太平記（1960年、東映） - 島津久光 役
- 壮烈新選組 幕末の動乱（1960年、東映） - 吉岡源四郎 役
- 旗本退屈男 謎の竜神岬（1963年、東映） - 黒田忠継 役
- 武士道残酷物語（1963年、東映） - 七三郎 役
- 新選組血風録 近藤勇（1963年、東映） - 徳川家茂 役
- 雲切獄門帳（1963年、東映） - 高梨外記 役
- 右京之介巡察記（1963年、東映） - 細見剣之助 役
- 十三人の刺客（1963年、東映） - 小倉庄次郎 役
- シネマ歌舞伎 歌舞伎クラシック 船弁慶（2014年、松竹） - 源義経 役

### テレビドラマ
- 天下の暴れん坊 猿飛佐助（1960年、NET） - 主演・猿飛佐助 役
- 新諸国物語 紅孔雀（1961年、NET） - 主演・小四郎 役
- 白鳥の騎士（1961年、NET） - 主演・丹後の雄麿 役
- 樅ノ木は残った（1970年、NHK大河ドラマ） - 宮本新八 役
- 日本怪談劇場 第4話「怪談 宇津谷峠」（1970年、東京12チャンネル） - 主演・文弥 役
- 弥次喜多隠密道中 第10話「大陰謀」（1971年、日本テレビ）
- 花道は炎のごとく（1985年、読売テレビ）
- 古畑任三郎 2nd season 第20回「動機の鑑定」（1996年、フジテレビ） - 春峯堂のご主人 役
- 俺たちに気をつけろ。（1996年、日本テレビ） - 柏木秀樹 役
- 幽婚（1998年、CBC） - 清姫 役

### テレビ番組
- 邦楽サロン（1982年、NHK総合） - 司会
- 歌舞伎その魅力（1988年 - 1991年、NHK教育） - 解説
- とことんニホン語（1990年 - 1991年、テレビ東京） - 司会

### ラジオ番組
- 邦楽ジョッキー（NHKラジオ第1）
- 邦楽のたのしみ（2001年、NHKラジオ第2）
- NHKカルチャーアワー 芸能・演劇その魅力「古今歌舞伎スター群像」（2003年 - 2004年、NHKラジオ第2）